# تيروتروبان
تيروتروبان هو عامل مضاد للصفيحات وضعت من قبل مختبرات سيرفير. وقد تم اختباره للوقاية الثانوية من المضاعفات الحادة في المرحلة الثالثة من التجارب السريرية PERFORM (الوقاية من الأمراض القلبية الوعائية والقلبية والأوعية الدموية مع تيروتروبان في المرضى الذين يعانون من التقرح الدماغي أو الجلطة الدماغية أو الشق الجراحي) 
```
تم إيقاف الدراسة قبل الأوان، وبالتالي لا يمكن تحديد ما إذا كان تيروتروبان له تأثير أفضل من 
الأسبرين
.
```

## طريقة العمل
تيروتروبان هو خصم انتقائي لمستقبل ثرومبوكسان . فإنه يمنع كتل الصفيحات التي يسببها تراكم وتضيق الأوعية.